# George Harrison

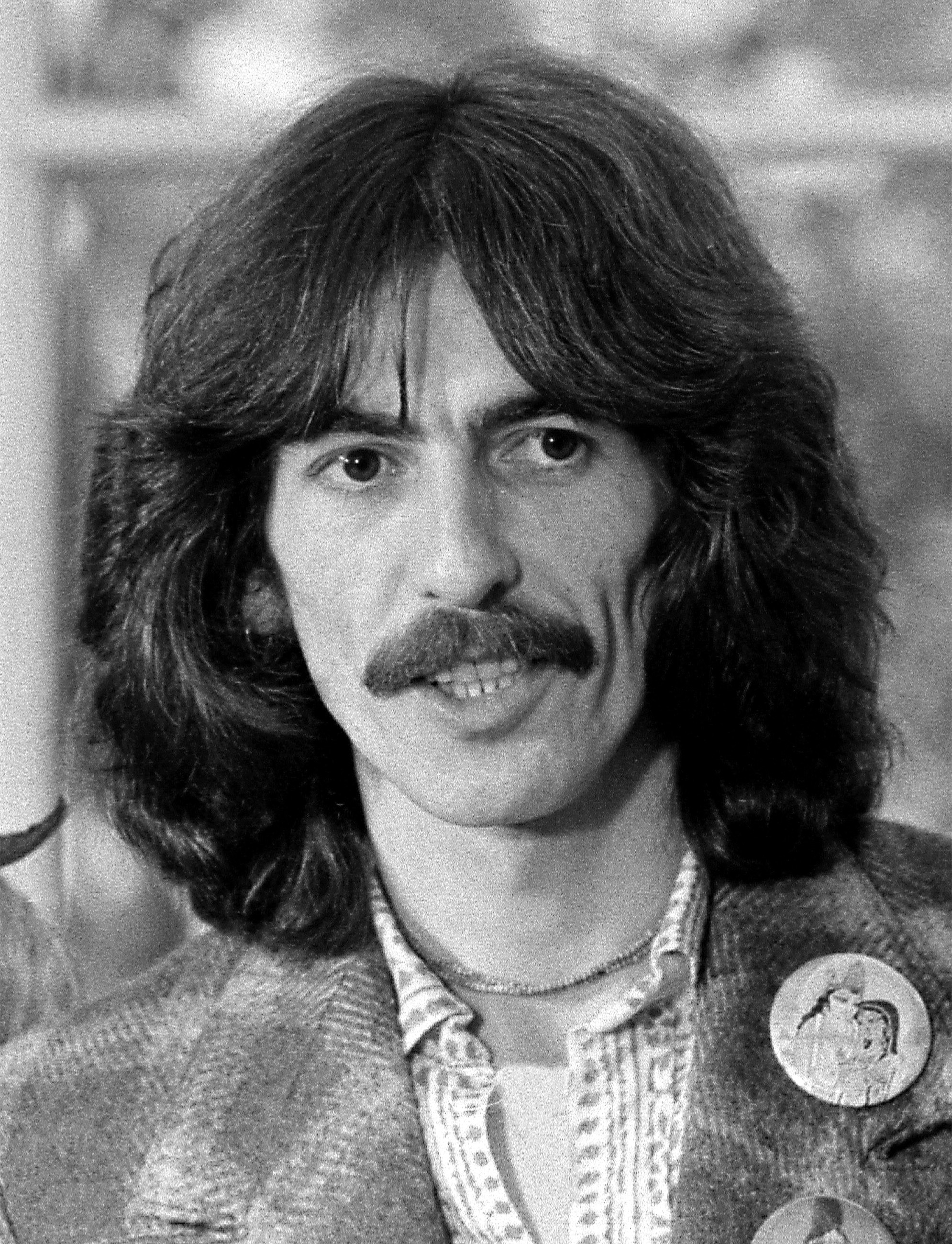
George Harrison, 1974

George Harrison, MBE (* 25. Februar 1943 in Liverpool; † 29. November 2001 in Beverly Hills, Kalifornien), war ein britischer Musiker und Komponist. Bekannt wurde er als Leadgitarrist und Sänger der Band The Beatles. Er wurde oft als der „stille Beatle“ oder auch als der „dritte Beatle“ bezeichnet, da er lange Zeit im Schatten von John Lennon und Paul McCartney stand. Ein weiterer Grund war seine fast schon schüchtern zu nennende Zurückhaltung und Bescheidenheit. Durch die Verwendung orientalischer Instrumente und Kompositionen ab der Mitte der 1960er Jahre wurde er zu einem Wegbereiter der Weltmusik. Mit dem Konzert für Bangladesch (1971) überführte er Benefizkonzerte in eine neue Größenordnung. Auch entfaltete er große Wirkung in der westlichen Welt als Türöffner für Meditationstechniken aus Indien. Zudem war er Produzent einiger Monty-Python-Filme und Mitglied der Supergroup Traveling Wilburys.

## Leben

### Kindheit und Jugend

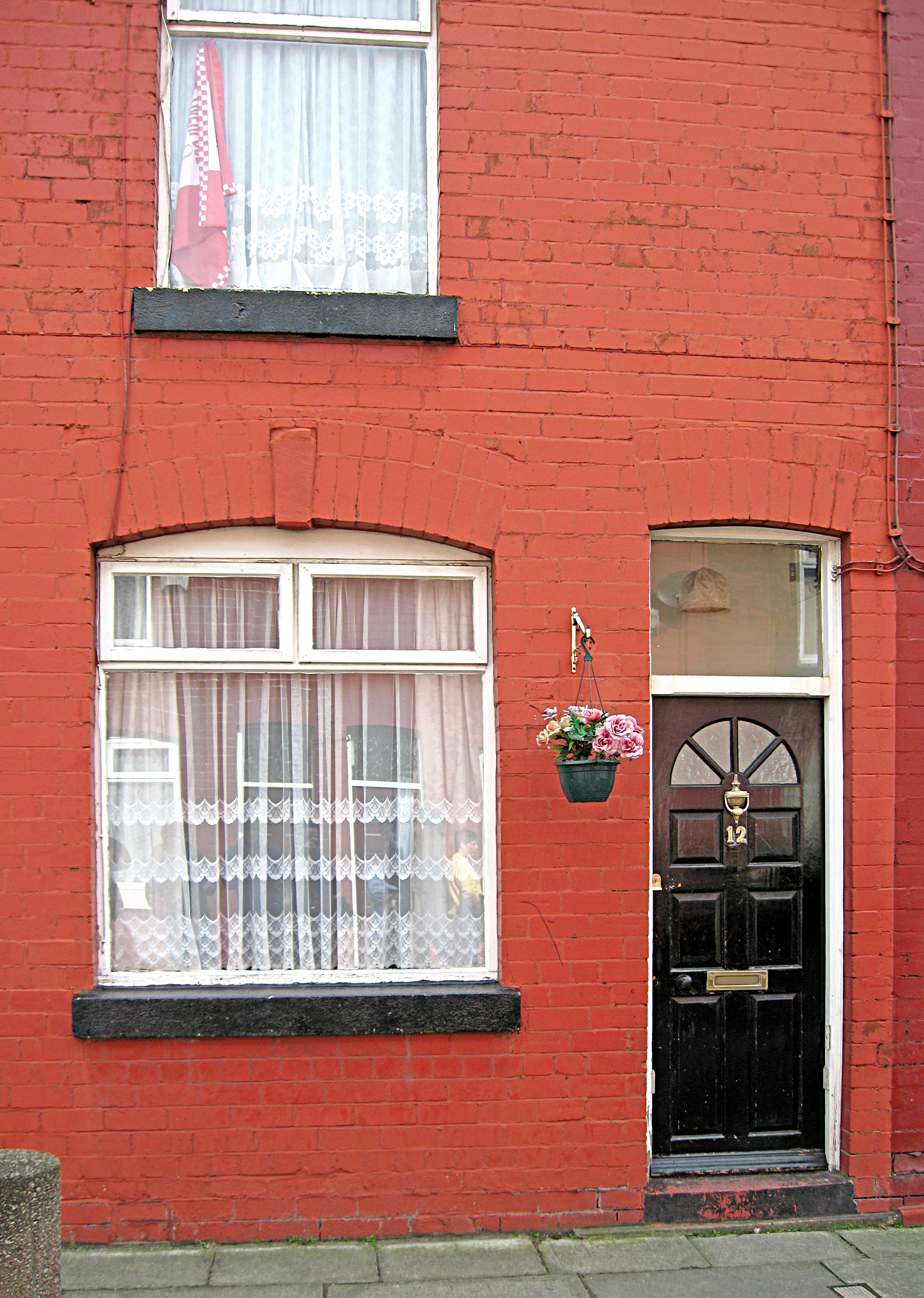
Harrisons Geburtshaus, in dem er lebte, bis er sieben Jahre alt war

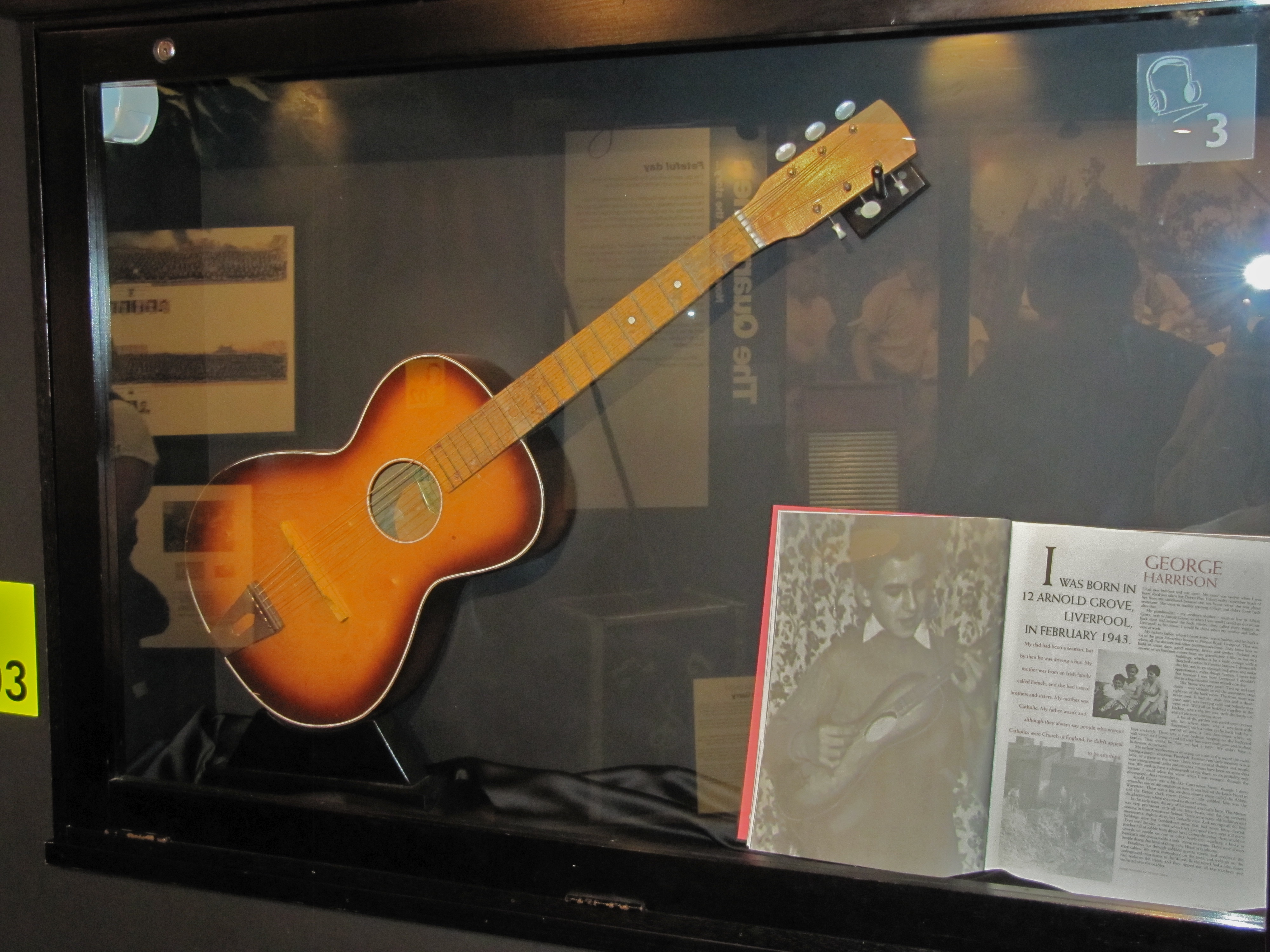
Harrisons erste Akustikgitarre

George Harrison wurde im Arnold Grove Nr. 12 in Wavertree, einem Stadtteil der nordenglischen Hafenstadt Liverpool, als jüngstes Kind des als Busfahrer arbeitenden Matrosen und Sohn eines Liverpooler Bauunternehmers Harold Harrison (1909–1978) und dessen – aus einer katholischen irischen Familie stammenden – Ehefrau Louise Harrison, geborene French (1911–1970), geboren. Als Kind hielt sich George, wenn seine Eltern bei der Arbeit waren, bei seiner mütterlichen Großmutter im benachbarten Albert Grove in unmittelbarer Nähe des kleinen Hauses der Harrisons auf. In den 1950er Jahren zogen die Harrisons in den Stadtteil Speke. George Harrison hatte zwei Brüder, Peter (1940–2007) und Harold (* 1934), sowie eine Schwester, Louise (1931–2023), die eine Ausbildung als Lehrerin machte, mit etwa 17 Jahren ihr Elternhaus verließ und nicht mehr dorthin zurückkehrte. George besuchte dieselbe Grundschule (Dovedale Primary School) wie John Lennon, der allerdings drei Klassen über ihm war. 1954 wechselte Harrison auf das Liverpool Institute, das auch Paul McCartney besuchte. Die beiden lernten sich im Schulbus kennen und freundeten sich an, als sie ihr gemeinsames Interesse an Musik entdeckten. So spielten sie beide auf Partys häufig auch ein Stück von Johann Sebastian Bach.
Seine ersten musikalischen Schritte unternahm Harrison im Alter von etwa 13 Jahren, als er seine erste Gitarre bekam. Ein Freund seines Vaters brachte ihm die Grundlagen des Gitarrenspiels bei. Wie bei vielen Jugendlichen der 1950er Jahre hinterließ der einsetzende Erfolg des Rock ’n’ Roll bei Harrison starken Eindruck und weckte in ihm den Wunsch, ebenfalls Rockmusiker zu werden.
Durch Vermittlung seines Freundes Paul McCartney durfte Harrison trotz seines geringen Alters als Mitglied bei den von Lennon gegründeten Quarrymen einsteigen. Damit war der Kern der späteren Beatles beisammen. Seine erste elektrische Gitarre war eine in der Tschechoslowakei hergestellte Resonet Futurama. Mit Paul McCartney besuchte Harrison häufiger „Hessy’s Gitarrenladen“ in Liverpool, wo sie ihre Gitarren auf Raten kauften und von einem Mitarbeiter des Geschäfts, Jim Gretty, auch im Akkordspiel unterwiesen wurden. Später spielte er (wie John Lennon) unter anderem Gitarren der Marke Rickenbacker.
Harrison reiste 1963 in die USA und lernte New York sowie St. Louis kennen. In Illinois besuchte er seine dort lebende Schwester.

### Beatles-Ära

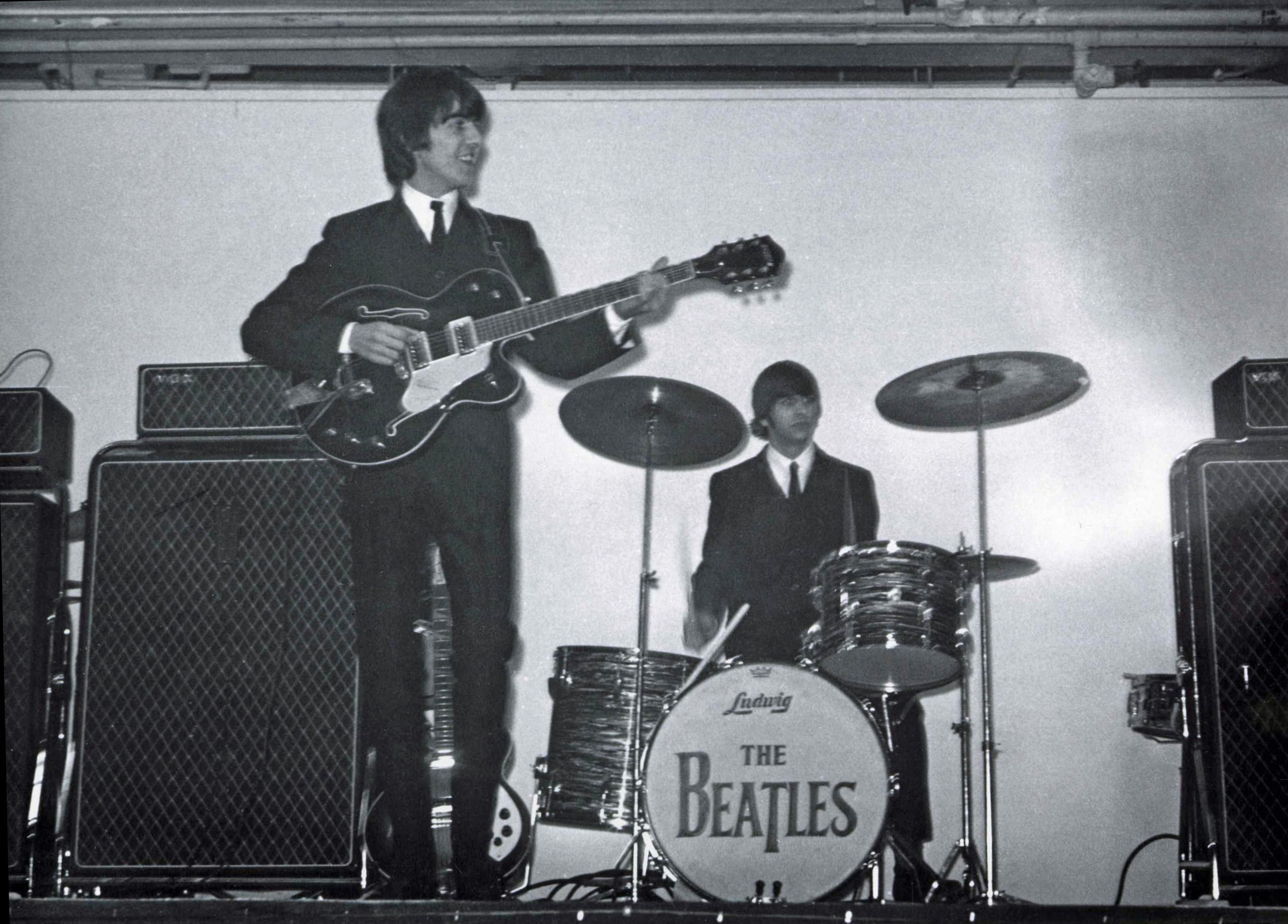
George Harrison, im Hintergrund Ringo Starr, 1964

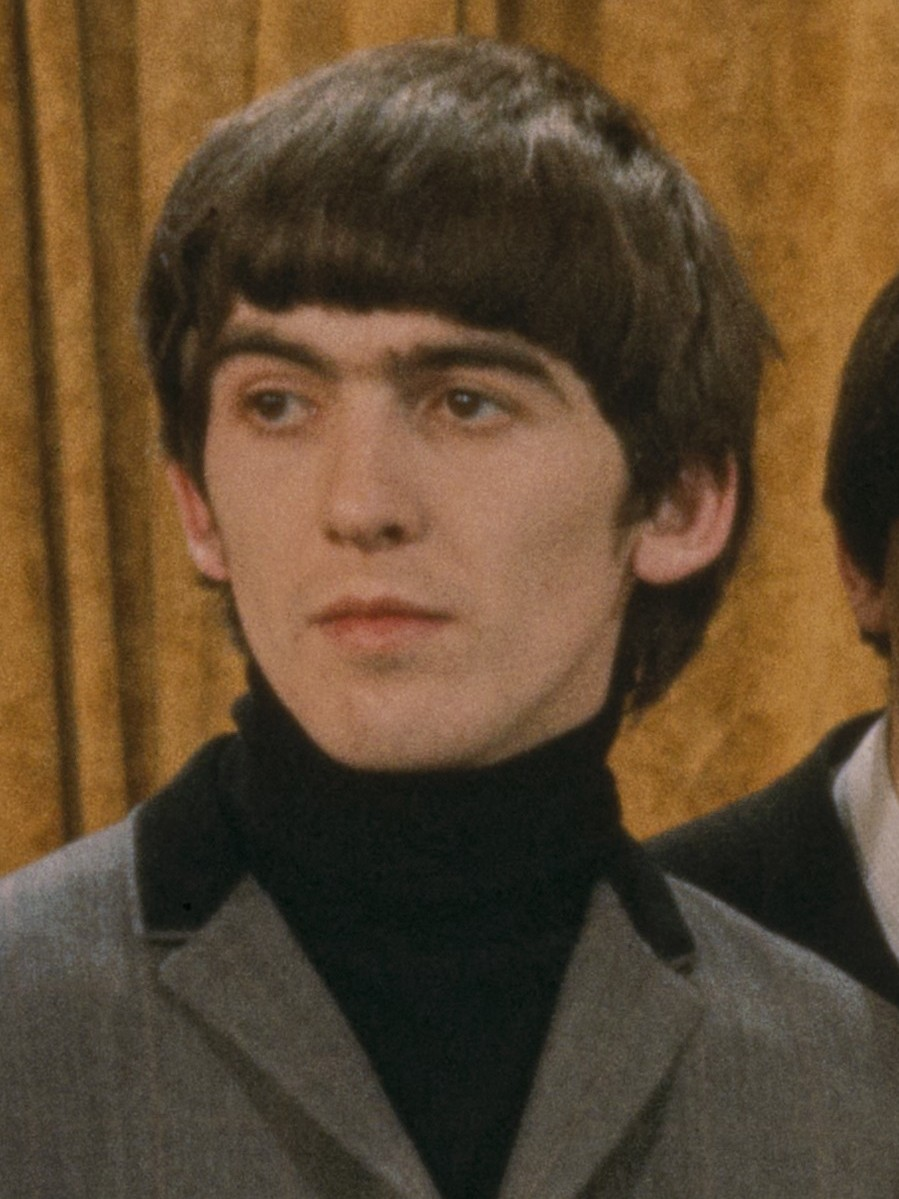
George Harrison, Februar 1964

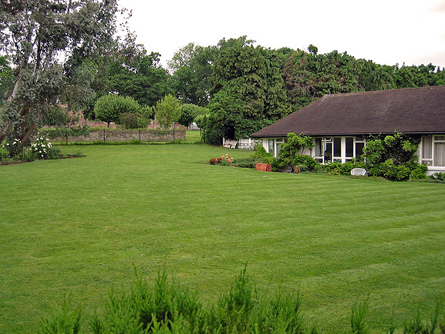
Das Anwesen Kinfauns in Surrey, in dem George Harrison und seine Frau Pattie von 1964 bis 1970 lebten

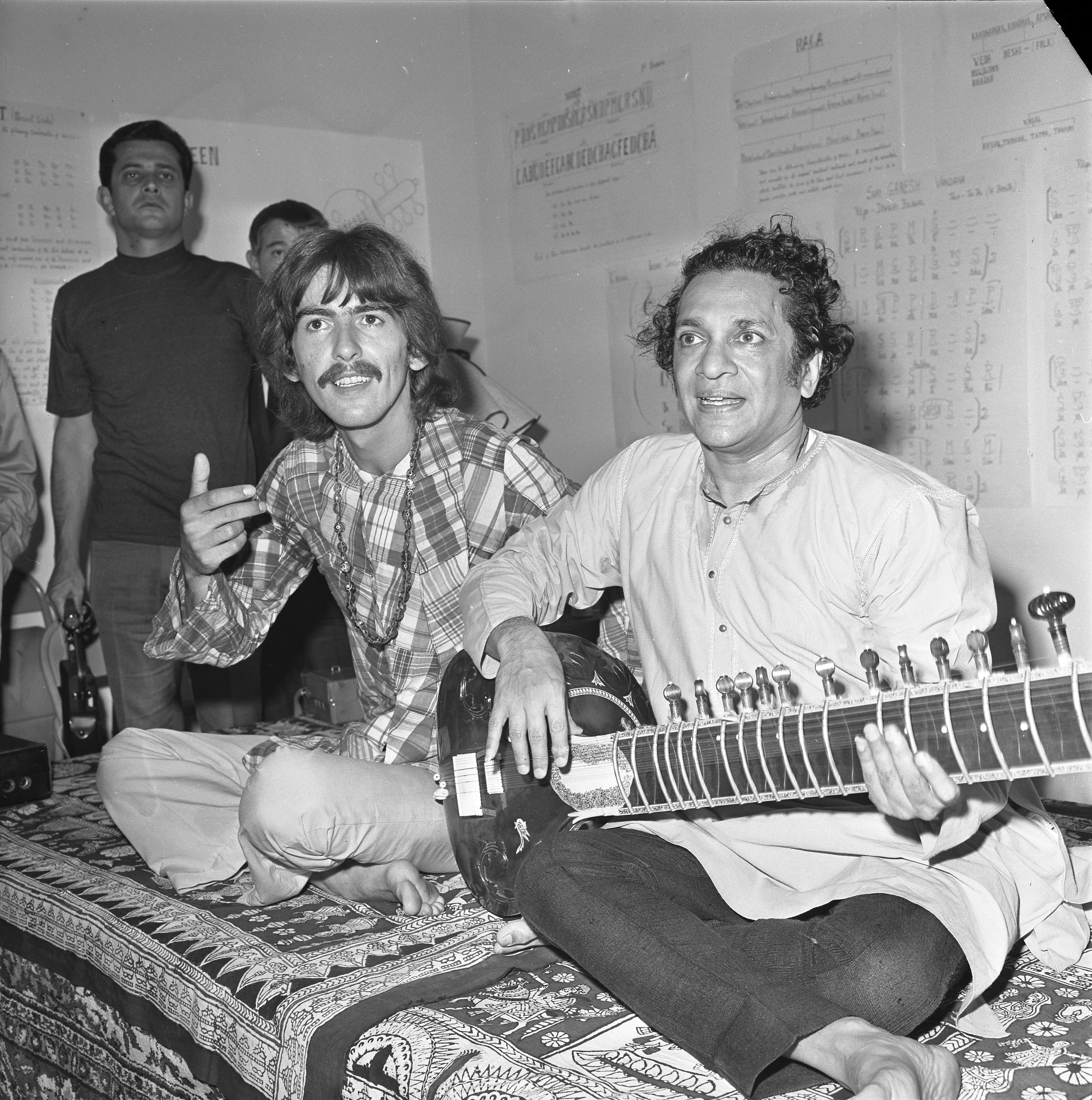
George Harrison (links) und Ravi Shankar, 1967

Die amerikanischen Ausgaben der frühen Beatles-Schallplatten wandten sich mit ihren Plattenhüllen direkt an die Fans. Dabei nahmen es die Verfasser der Texte meistens nicht sehr genau, was die Fakten betraf. Harrison wurde auf einer 1964 bei dem US-amerikanischen Label Vee-Jay erschienenen LP so beschrieben:

„George spielt die Leadgitarre. Er ist der mit dem ausdruckslosen Gesicht zwischen John und Paul. Er ist außerdem vermutlich der beste Musiker, da er einige Stunden Musikunterricht genommen hat, was ihn zum einzigen Mitglied der Gruppe mit Musikausbildung macht. George ist introvertierter als die anderen, und jemand, der ihn interviewt, bekommt vor allem ‚ja‘ und ‚nein‘ als Antwort, mehr nicht. George ist der stillste und jüngste in der Gruppe. Seine Interessen sind breit gestreut. Sein heimlicher Wunsch ist es, ein richtig guter Gitarrist zu werden und eine spanische Gitarre ohne Verstärker zu spielen. Er ist ein Bewunderer des großartigen Gitarristen Andrés Segovia. George war der einzige Beatle, der schon vor deren Tour im Februar in die USA kam, und er hatte die Ehre, bei der Gelegenheit Präsident Kennedy zu treffen. An seinem Aussehen fällt sofort sein schmales Gesicht auf, die hellen haselnussfarbenen Augen, abgeschattet von seinen Haaren mit dem zotteligen Beatles-Schnitt. Er isst am liebsten Lammkoteletts, aber das Essen ist ihm nicht besonders wichtig. Seine Kragenweite ist 14, Brustumfang 38, Hüfte 30 Zoll. Er ist eins von vier Kindern und war in der Schule besser als der Durchschnitt.“

George Harrison konvertierte Mitte der 1960er Jahre zum Hinduismus und brachte – beeinflusst von Ravi Shankar – indische Elemente, insbesondere das Spiel auf der Sitar, in die Musik der Beatles ein – so zu hören in dem Lied Norwegian Wood oder in dem von ihm komponierten Within You Without You.
Seine Erfahrungen mit Psychedelika haben sein Interesse an Meditation und dem Hinduismus gestärkt. Er kommentierte: „Für mich war es wie ein Blitz. Das erste Mal, als ich LSD nahm, öffnete sich etwas in meinem Kopf, das in mir war, und ich erkannte viele Dinge. Ich habe sie nicht gelernt, weil ich sie bereits kannte, aber das war der Schlüssel, der die Tür öffnete, um sie zu enthüllen. Von dem Moment an, als ich das hatte, wollte ich es immer haben – diese Gedanken über die Yogis und den Himalaya und Ravis Musik.“
Bei einer Cocktail-Party im Frühjahr 1963 empfahl Harrison dem Chef von Decca Records, Dick Rowe, die Band The Rolling Stones, woraufhin Rowe die Stones unter Vertrag nahm, was für die noch junge Band der erste Plattenvertrag überhaupt wurde.
Zum 1964 erschienenen Beatles-Lied And I Love Her erfand Harrison das prägnante Gitarrenriff am Beginn.

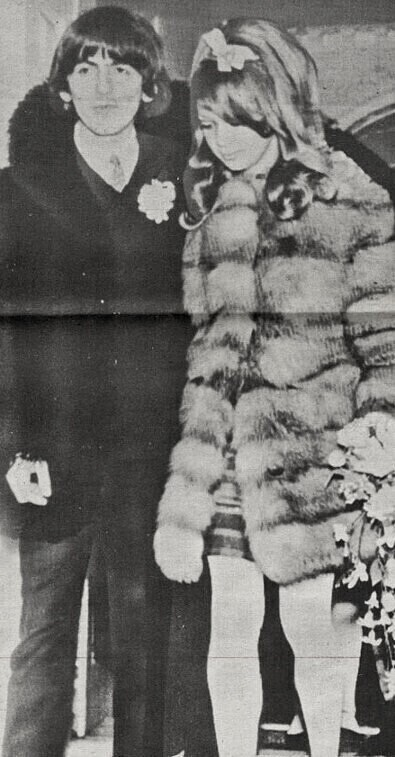
George Harrison und Pattie Boyd nach der Trauung, 21. Januar 1966

Harrison heiratete am 21. Januar 1966 das Fotomodell Pattie Boyd, sie hatten sich bei den Dreharbeiten zu Yeah! Yeah! Yeah! (Originaltitel: A Hard Day’s Night) kennengelernt. Pattie Boyd brachte die Beatles mit der Lehre der Transzendentalen Meditation von Maharishi Mahesh Yogi in Kontakt. Nach einem Vortrag des Yogis im Londoner Hotel Hilton in der Park Lane stellte George Harrison, der dabei anwesend war, ihn den anderen Beatles vor. Alle vier Beatles samt ihren damaligen Frauen ließen sich 1967 darin unterweisen. Kurz darauf wandte Harrison sich zusammen mit John Lennon von Mahesh Yogi ab, weil es sie schockierte, dass der angeblich enthaltsame Mönch mit mehreren jungen Frauen sexuelle Beziehungen unterhielt und wie der angebliche Yogi ein kommerzielles Imperium aufbaute, das sich hauptsächlich an Geld orientierte.

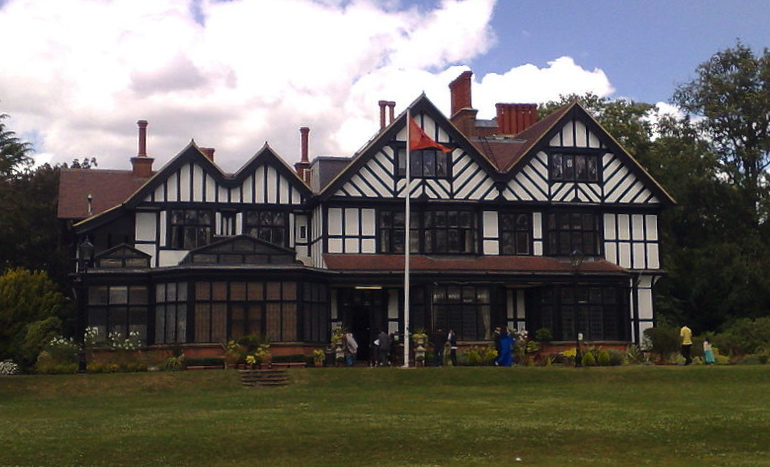
Bhaktivedanta Manor

Im Jahr 1969 traf Harrison auf Mönche der Hare-Krishna-Bewegung und wurde ein Anhänger ihres Gründers A. C. Bhaktivedanta Prabhupada. Er nahm mit Mönchen des Londoner Krishna-Tempels im Jahr 1969 die Single Hare Krishna Mantra auf. 1970 folgte die Single Govinda. 1971 erschien schließlich das Album Radha Krishna Temple. Harrison produzierte die Singles und das Album persönlich für das Apple-Label. Er finanzierte ebenfalls den Druck des Buches Krishna durch eine Spende in Höhe von 19.000 Pfund und er schenkte der Hare-Krishna-Bewegung 1973 ein stattliches Landgut in Watford bei London, das als Bhaktivedanta Manor bekannt wurde und zu einem der größten Krishna-Tempel der westlichen Welt wurde. Seine tiefe Verbundenheit mit den Krishna-Tempeln hielt bis zum Ende seines Lebens an, und er besuchte den Tempel in Watford bei London immer wieder, um dort bei Special Events mit den Mönchen indische Mantras zu singen. Eines seiner späteren Lieder (Jaya Radhe) wurde durch einen Besuch des Krishna-Tempels in Vrindavan (Indien) inspiriert.
Obwohl die Musik der Beatles von John Lennon und Paul McCartney dominiert wurde, stammen einige sehr erfolgreiche Kompositionen von George Harrison, beispielsweise While My Guitar Gently Weeps, Something und Here Comes the Sun. Harrison steuerte während der aktiven Zeit bei den Beatles zwischen 1962 und 1970 insgesamt 22 eigene Kompositionen bei, erstmals auf dem Album With the Beatles (1963): Don’t Bother Me; Help! (1965): I Need You und You Like Me Too Much; Rubber Soul (1965): Think for Yourself und If I Needed Someone; Revolver (1966): Taxman, Love You To und I Want to Tell You; Sgt. Pepper’s Lonely Hearts Club Band (1967): Within You Without You; Magical Mystery Tour (1967): Blue Jay Way; The Beatles (1968): While My Guitar Gently Weeps, Long, Long, Long, Piggies und Savoy Truffle; Yellow Submarine (1969): Only a Northern Song und It’s All Too Much; Abbey Road (1969): Something und Here Comes the Sun; Let It Be (1970): I Me Mine und For You Blue. Des Weiteren erschien im Jahr 1968 als Single-B-Seite The Inner Light und im folgenden Jahr Old Brown Shoe sowie die instrumentale Gemeinschaftskomposition Flying (1967) und Dig It (1970).
Weitere unveröffentlichte Lieder erschienen erst 1995 und 1996 auf den Alben der Anthology-Serie: You Know What to Do (1964), Not Guilty (1968) und All Things Must Pass (1969), die instrumentale Gemeinschaftskomposition 12-Bar Original (1965) sowie Los Paranoias (1968). Die Demos Circles und Sour Milk Sea, im Mai 1968 aufgenommen, erschienen 2018 anlässlich der Wiederveröffentlichung des Albums The Beatles. Diverse Probeaufnahmen, die während der Let-It-Be-Sessions aufgenommen wurden, wie Let It Down und Hear Me Lord, wurden bisher nicht offiziell veröffentlicht. Isn’t It a Pity wurde 2021 in der Dokumentationsserie The Beatles: Get Back gespielt. Darüber hinaus sang George Harrison auch die Lennon/McCartney-Kompositionen Do You Want to Know a Secret (1963), I’m Happy Just to Dance with You (1964) und die Fremdkompositionen Chains (1963), Devil in Her Heart (1963), Roll Over Beethoven (1963) und Everybody’s Trying to Be My Baby (1964).
Im Januar 1969 verließ George Harrison während der Dreharbeiten zum Film Let It Be für zwölf Tage die Beatles, da er mit den Gegebenheiten in der Gruppe nicht mehr einverstanden war. Als Folge schrieb Harrison das Lied Wah-Wah, es steht als Metapher für Kopfschmerzen. Um die Situation für sich erträglicher zu machen, lud er Billy Preston zu den Aufnahmen ein, der später auch bei Soloaufnahmen von George Harrison, Ringo Starr und John Lennon mitwirkte. Am 3. Januar 1970 nahm George Harrison mit Paul McCartney und Ringo Starr seine Komposition I Me Mine auf, es war die letzte offizielle Aufnahmesession der Beatles bis zum Jahr 1994.
In Interviews nach der Auflösung der Band beklagte sich Harrison immer wieder darüber, dass er sich bei den Beatles wie in einer Nebenrolle sah, weil Lennon und McCartney die Proben dominierten und McCartney Harrison oft vorschrieb, was er zu spielen habe. Auch nach Lennons Tod zeigten sich zwischenmenschliche Gräben: Lennon hatte Harrison kritisiert, dass dieser in seiner Autobiografie von 1980 Beteiligungen Lennons an einigen von Harrisons Kompositionen, insbesondere an Taxman aus dem Jahr 1966, nicht erwähnt habe. Harrison rechtfertigte sich in einem Interview 1981, dass Lennon nie erwähnt hatte, dass Harrisons musikalische Ideen in zahlreichen Lennon/McCartney-Songs einflossen. Auf Lennons Ermordung angesprochen, sagte Harrison in mehreren Interviews, er habe nun Angst um sein eigenes Leben. Dabei spielte seine hinduistische Weltanschauung eine Rolle, in die ein gewaltsamer Tod nicht passte.

### Solokarriere (1968–1981)
Als erster der vier Beatles nahm Harrison 1968 ein Soloalbum auf. Wonderwall Music (November 1968) war die Musik zum gleichnamigen Film mit Jane Birkin, die jedoch keine nennenswerten Chartpositionen erreichte.
Die Harrison-Komposition Sour Milk Sea, die Jackie Lomax als Single-A-Seite im August 1968 veröffentlichte, wurde von George Harrison produziert; bei dieser Version wirkten Harrison und Eric Clapton (Gitarre), Paul McCartney (E-Bass), Ringo Starr (Schlagzeug) und Nicky Hopkins (Klavier) mit. Die Gemeinschaftskomposition mit Eric Clapton Badge, bei der Harrison Gitarre spielte, wurde im März 1969 veröffentlicht.
Das zweite Soloalbum, Electronic Sound (Mai 1969), war avantgardistisch; Harrison experimentierte darauf mit einem Moog-Synthesizer.
Im Dezember 1969 begab sich Harrison als Begleitmusiker auf eine Europa-Tournee mit der US-amerikanischen Musikgruppe Delaney & Bonnie and Friends, weiterhin wirkte er bei einem Konzert der Plastic Ono Band im Lyceum Ballroom in London am 15. Dezember 1969 mit. Es stand unter dem Motto „peace for christmas“ (Benefit for UNICEF). Im Januar 1970 unterstützte Harrison John Lennon bei seiner Single Instant Karma! als Gitarrist.
Im Januar 1970 erwarb George Harrison das Anwesen Friar Park in Henley-on-Thames, Oxfordshire, das 120 Räume umfasst. Harrison schrieb das Lied Ballad of Sir Frankie Crisp (Let It Roll) als Hommage an Sir Frank Crisp, den Erbauer des Anwesens.
Nach der offiziellen Trennung der Beatles im April 1970 hatte Harrison als Solomusiker den erfolgreichsten Neubeginn. Er veröffentlichte im November 1970 All Things Must Pass, das erste Dreifach-Album in der Popgeschichte. Produzent war Phil Spector, der auch für die Nachproduktion des Albums Let It Be der Beatles verantwortlich war. Auf All Things Must Pass erschienen viele Lieder, die sich im Laufe der Jahre bei Harrison angesammelt und nicht den Weg auf ein Beatles-Album gefunden hatten. Es ist bis heute das kommerziell erfolgreichste Album eines Ex-Beatles und wurde im Jahr 2001 von Harrison überarbeitet und noch einmal veröffentlicht. Auf dem Album befindet sich auch der erfolgreichste Titel seiner Solokarriere, die Singleauskopplung My Sweet Lord, der sich allerdings nachträglich laut Gerichtsurteil als unbewusstes Plagiat des Stückes He’s So Fine von The Chiffons herausstellte. Es war der erste Nummer-eins-Hit eines Ex-Beatle. Die zweite Singleauskopplung What Is Life wurde ein weiterer Top-Ten-Hit in Deutschland und den USA.

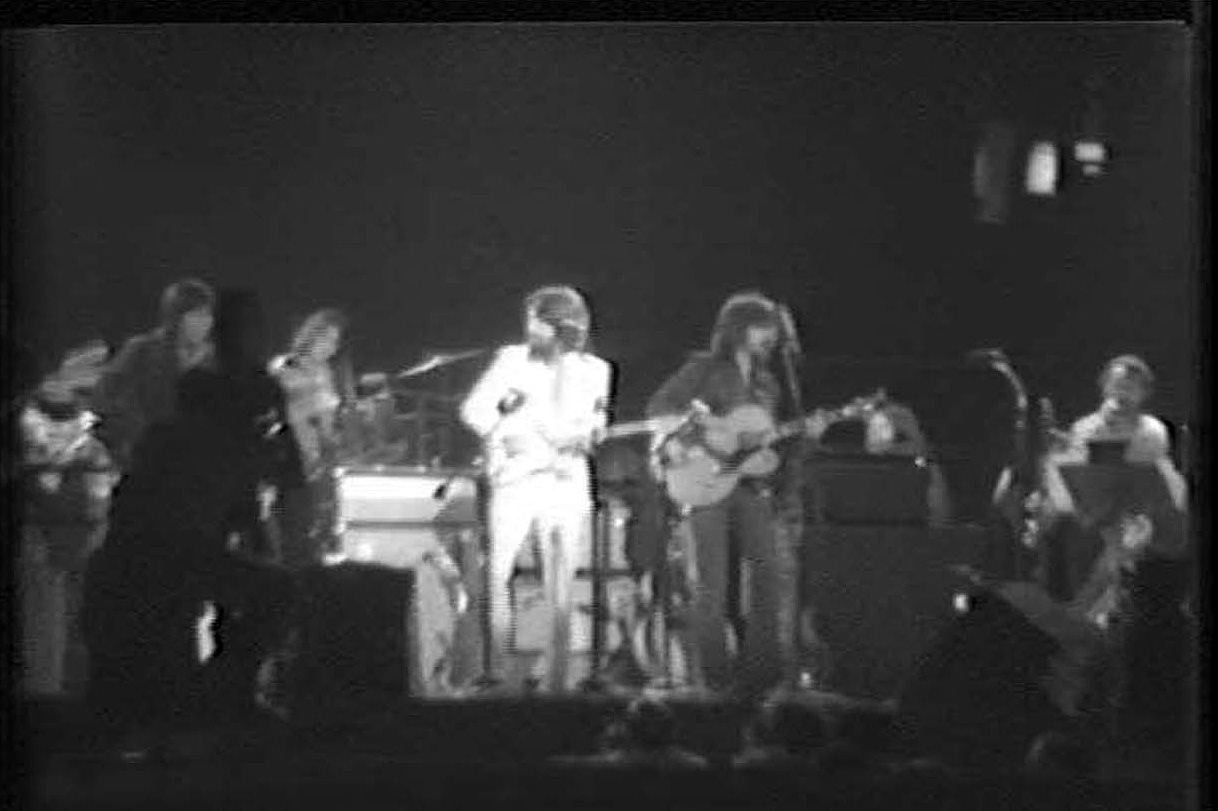
Konzert für Bangladesch, am 1. August 1971 im Madison Square Garden

George Harrison organisierte im Jahr 1971 zusammen mit Ravi Shankar das Konzert für Bangladesch, das am 1. August 1971 im Madison Square Garden in New York vor insgesamt 40.000 Zuschauern stattfand. Neben Harrison traten unter anderem Ringo Starr, Billy Preston, Eric Clapton und Bob Dylan auf. Als Bühnenmusiker wirkte auch Klaus Voormann mit, ein Freund der Beatles aus Hamburger Tagen. Weitere Künstler, die für das Konzert eingeladen worden waren, sagten im Vorwege ab, wie Paul McCartney, oder hatten wie Mick Jagger Probleme mit ihrem Visum. Mit John Lennon soll es Unstimmigkeiten über die Teilnahme seiner Ehefrau Yoko Ono gegeben haben, sodass auch er nicht auftrat. Das Konzert, die Vermarktung als Dreifach-Langspielplatte sowie der Kinofilm waren ein finanzieller Erfolg und dienten als Vorlage für weitere Benefizkonzerte in den kommenden Jahrzehnten. Bedingt durch rechtliche Probleme, da die teilnehmenden Künstler bei verschiedenen Schallplattenfirmen unter Vertrag standen, verzögerte sich der Veröffentlichungstermin auf den Dezember 1971 in den USA. In Europa erschien das Dreifach-Album erst nach Weihnachten im Januar 1972. Der Konzertfilm kam im März 1972 in die Kinos. Ravi Shankar und George Harrison erhielten am 5. Juni 1972 von der UNICEF die Auszeichnung: The Child is the Father of the Man. Im Vorwege des Konzerts erschien im Juli 1971 die Single Bangla Desh.
George Harrison produzierte die kommerziell erfolgreichen Ringo-Starr-Singles It Don’t Come Easy (April 1971) und Back Off Boogaloo (März 1972), weiterhin spielte er im Mai 1971 bei fünf Titeln auf dem John-Lennon-Album Imagine Gitarre.
Im Jahr 1973 wurde Give Me Love (Give Me Peace on Earth) ein weiterer Nummer-eins-Hit in den USA. Auch das dazugehörige Album Living in the Material World (Mai 1973) erreichte die Spitze der US-amerikanischen Charts. Viele Texte der Lieder des Albums spiegeln religiöse und philosophische Ansichten von George Harrison wider. Im März 1973 war George Harrison bei den Aufnahmen zu Ringo Starrs Album Ringo anwesend, mit dem er die Gemeinschaftskomposition Photograph sowie die – bis dahin noch unveröffentlichten – Harrison-Kompositionen Sunshine Life For Me (Sail Away Raymond) und You and Me (Babe) aufnahm. Der letztere Titel war eine Gemeinschaftskomposition mit Mal Evans. Photograph erreichte den ersten Platz in den US-amerikanischen Single-Charts. Bei der Aufnahme der John-Lennon-Komposition I’m the Greatest am 13. März 1973 spielte Lennon Klavier und übernahm den Hintergrundgesang, George Harrison spielte Gitarre, Ringo Starr sang und spielte Schlagzeug. Damit fehlte nur Paul McCartney zu einer Beatles-Reunion. Den Bass spielte allerdings Klaus Voormann, die Orgel Billy Preston.

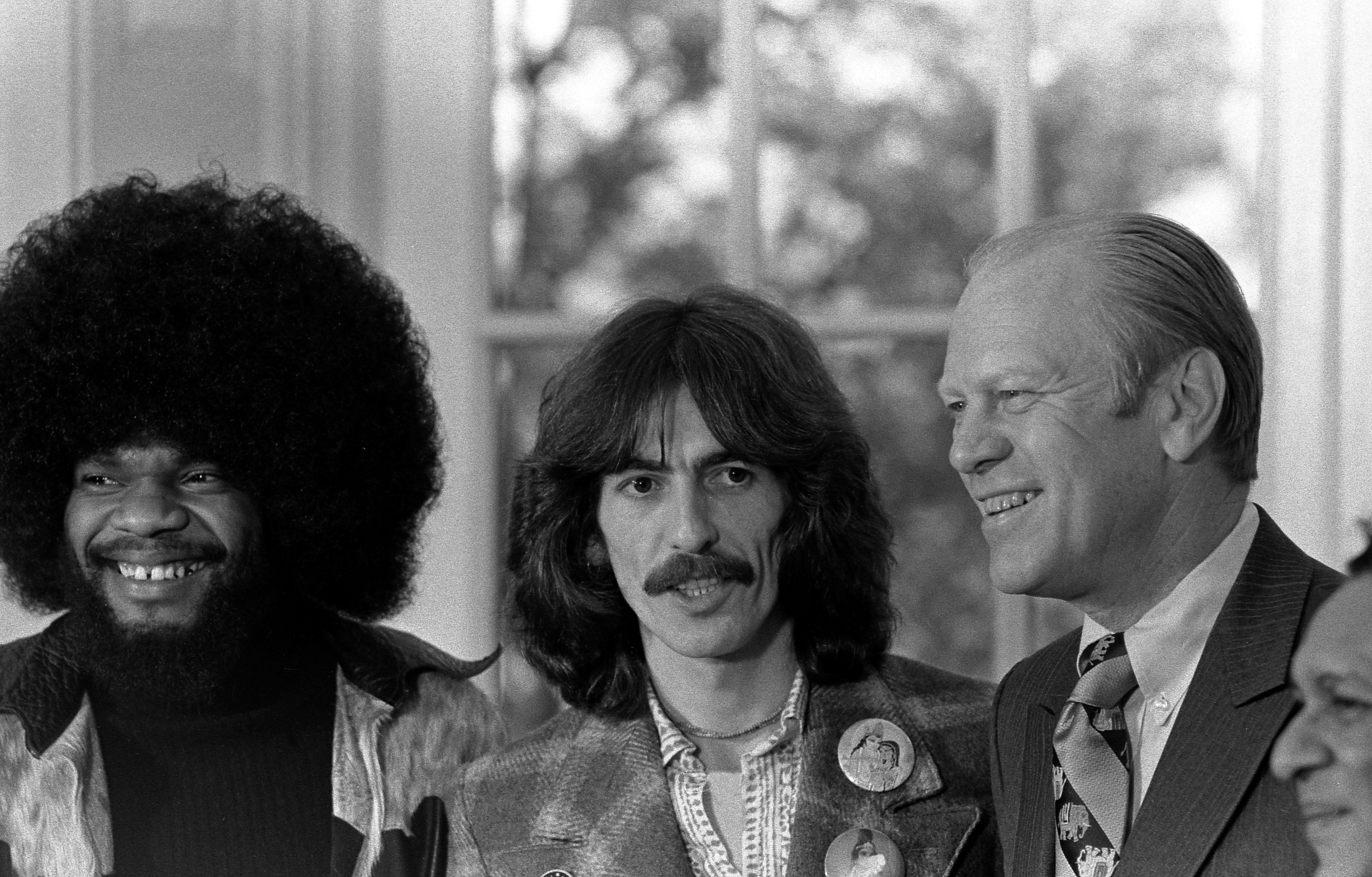
George Harrison mit Billy Preston (links), US-Präsident Gerald Ford (rechts) und Ravi Shankar (ganz rechts), 13. Dezember 1974

Am 28. März 1974 gründete Harrison OOPS Publishing, um seine geschäftlichen Belange besser kontrollieren zu können. Am 23. Mai 1974 gründete er weiterhin sein eigenes Schallplattenlabel unter dem Namen Dark Horse Records („unbeschriebenes Blatt“), dessen Schallplattenproduktionen von A&M Records vertrieben wurden. George Harrison selbst war als Künstler vertraglich noch bis zum 26. Januar 1976 an Apple Records gebunden.
Zwischen dem 2. November und 20. Dezember 1974 war Harrison erstmals auf einer Solo-Tournee. Es wurden 45 Konzerte in 26 Städten in Nordamerika durchgeführt. Negativ wirkte sich aus, dass Harrison an einer Kehlkopfentzündung erkrankt war, worunter sein Gesang stark litt, was auch auf seinem nachfolgenden Album Dark Horse (Dezember 1974) zu hören ist. Das Album wurde während der Phase der Trennung von seiner Ehefrau Pattie Harrison aufgenommen. Sie verließ ihn 1974, um mit Eric Clapton zusammenzuleben, die kinderlose Ehe wurde 1977 geschieden. Während der Tournee, am 13. Dezember 1974, besuchte Harrison unter anderen mit Billy Preston und Ravi Shankar den US-Präsidenten Gerald Ford.
Extra Texture (Read All About It) (September 1975) ist das letzte Album von George Harrison, das auf dem Apple-Label erschien. Nach dem Auslaufen der Verträge aus Beatles-Zeiten löste sich Harrison von der Plattenfirma, die noch das Kompilationsalbum The Best of George Harrison im November 1976 herausbrachte, Seite eins der Langspielplatte wurde ausschließlich mit Liedern der Beatles bestückt, die George Harrison geschrieben hatte. Da A&M Records kein Interesse an einer weiteren Zusammenarbeit mit Harrison hatte, wechselte er zu Warner Brothers. Obwohl sein nächstes Album Thirty Three & 1/3 (November 1976) (Umlaufgeschwindigkeit einer Langspielplatte, wie auch Harrisons damaliges Alter) gute Kritiken bekam, erreichte es erstmals nicht mehr die Top 10 der US-Charts. In This Song setzte sich Harrison ironisch mit den Plagiatsvorwürfen gegen My Sweet Lord auseinander. Eine weitere satirische Auseinandersetzung mit diesem Thema wurde am 26. Dezember 1975 auf BBC Two in der Sendung Rutland Weekend Television gesendet. George Harrison sang das Lied The Pirate Song, das er mit Eric Idle komponiert hatte. Eine legale Veröffentlichung erfolgte bisher nicht. Für das Album wurden mehrere Promotionarbeiten von George Harrison ausgeführt, so trat er unter anderem in der Comedyshow Saturday Night Live mit Paul Simon auf, mit dem er Here Comes the Sun und Homeward Bound als Duett sang. Im Februar 1977 hatte Harrison einen Auftritt in der deutschen Fernsehsendung disco des ZDF; dort präsentierte er This Song. Im Jahr 1977 nahm er lediglich das Lied Mo auf, eine Hommage an Mo Ostin, den damaligen Präsidenten der Schallplattenfirma Warner Bros. Das Lied wurde erst 1994 auf einer Sechs-CD-Promotionkompilation mit dem Titel Mo’s Songs veröffentlicht.

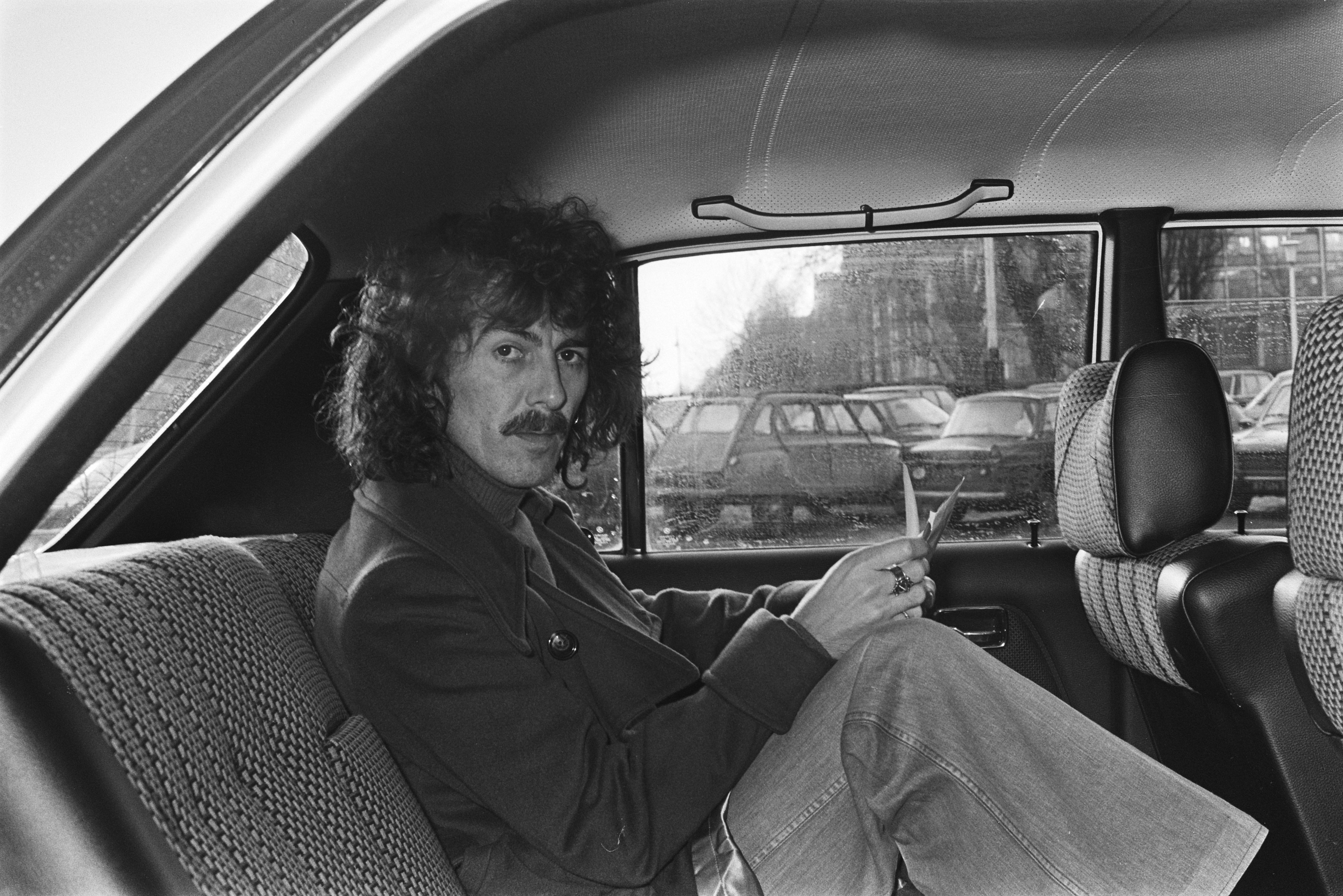
George Harrison in Amsterdam, Februar 1977

Laut eigener Aussage besuchte George Harrison John Lennon im Dakota Building (in der zweiten Hälfte der 1970er Jahre), es war ihr letztes Treffen. (Laut Keith Badman: The Beatles Diary Volume 2: After the Break-Up 1970–2001, S. 263 war deren letztes Treffen am Sonntag, den 28. September 1980 in Los Angeles)
Am 2. September 1978, etwa einen Monat nach der Geburt des gemeinsamen Sohnes Dhani, heiratete er Olivia Arias. Nach drei Jahren Pause erschien im Februar 1979 das Album George Harrison mit der Radio-Hit-Single Blow Away. Im Jahr 1980 erschien Harrisons Autobiografie I, Me, Mine, die er mit Unterstützung von Derek Taylor, einem Vertrauten aus Beatles-Zeiten, verfasste, der auch das Vorwort schrieb. George Harrison fungierte im November 1980 als Produzent der von ihm komponierten Lieder Wrack My Brain und You Belong to Me, die von Ringo Starr eingesungen wurden und auf dessen Album Stop and Smell the Roses im November 1981 veröffentlicht wurden.
Sein eigenes im Jahr 1980 produziertes Album Somewhere in England wurde zunächst zurückgehalten. Zum einen hatte er sich mit John Lennon abgesprochen, dass dessen Comeback-Album Double Fantasy zuerst erscheinen sollte. Zum anderen war die Plattenfirma Warner Bros. mit den Liedern und der Covergestaltung nicht zufrieden; sie forderte Nachbesserungen. Während er mit den Aufnahmen beschäftigt war, wurde John Lennon am 8. Dezember 1980 ermordet. Aufgrund dieser Tat nahm George Harrison das Lied All Those Years Ago, das ursprünglich für Ringo Starr vorgesehen war, als Hommage an John Lennon, wahrscheinlich im März 1981, neu auf. Dafür änderte er den Text und lud Paul und Linda McCartney sowie Denny Laine ein, den Hintergrundgesang beizusteuern. Da Ringo Starr schon bei den anfänglichen Aufnahmen im November 1980 Schlagzeug gespielt hatte, waren auf dieser Aufnahme erstmals alle drei lebenden Beatles an einem neuen Lied beteiligt. Die Single erreichte den zweiten Platz in den USA und erschien auf dem umgestalteten Album Somewhere in England, das im Juni 1981 veröffentlicht wurde. Als Widmung an John Lennon zitierte Harrison Krishna aus der Bhagavad Gita auf dem Platten-Innencover:

“There was never a time when I did not exist, nor you. Nor will there be any future when we cease to be. J. O. L. 1940–1980 †”

In dem Lied Blood from a Clone setzte sich Harrison kritisch mit der Musikindustrie auseinander.

### Aktivitäten als Filmproduzent
Neben der Musik galt Harrisons Interesse auch dem Film. Im Jahr 1979 gründete er mit seinem Manager Denis O’Brien die Filmproduktionsgesellschaft HandMade Films. Diese produzierte unter anderem für die Komikergruppe Monty Python den Spielfilm Das Leben des Brian. Weitere Projekte waren unter anderem Time Bandits, Wasser, Pinguine in der Bronx, Mona Lisa und Withnail & I. Weniger erfolgreich war Shanghai Surprise mit der Sängerin Madonna und Sean Penn. Viele der HandMade-Filme zeichneten sich durch eine ambitionierte Gestaltung und typisch britischen Humor aus. Die Produktionsfirma fand in den frühen 1990er Jahren ihr Ende, nachdem O’Brien die Verluste der Produktionsfirma verschleiert hatte und Harrison ihn deshalb erfolgreich auf Schadenersatz in Millionenhöhe verklagte.
Erwähnenswert ist zudem Harrisons Produzententätigkeit für die Mockumentary The Rutles von Eric Idle, in der die Geschichte der Beatles humorvoll persifliert wird und in der Harrison auch eine kleine Rolle übernahm.

### Pause und Comeback (1982–1992)
Harrisons Album Gone Troppo (November 1982) erschien fast unbemerkt und wurde sein kommerziell erfolglosestes Studioalbum. Bekannt wurde nur der Titel Dream Away als Titelstück des Films Time Bandits. Anschließend zog sich Harrison zunächst teilweise aus dem Musikgeschäft zurück. Im Zeitraum zwischen 1984 und Anfang 1985 nahm Harrison die Dylan-Komposition I Don’t Want to Do It für den Soundtrack des Spielfilms Porkys Rache auf. Dieses Lied erschien im April 1985 in den USA auch als Single in einer neu abgemischten Version.
Am 21. Oktober 1985 war Harrison Gast bei Carl Perkins, der in den „Limehouse Television Studios“ in London das Fernsehspecial Blue Suede Shoes: A Rockabilly Session with Carl Perkins and Friends aufnahm. Weitere Gastmusiker waren unter anderem Ringo Starr, Eric Clapton und Dave Edmunds. Zwischen Februar und Juli 1986 nahm George Harrison Musik für den Soundtrack des Spielfilms Shanghai Surprise in Los Angeles auf. Dieser Film wurde von HandMade Films produziert und im August 1986 uraufgeführt. Hauptdarsteller des Films sind Madonna und Sean Penn. George Harrison ist in einer kleinen Nebenrolle zu sehen.
Am 5. und 6. Juni 1987 trat George Harrison in der Wembley Arena im Rahmen des Prince’s Trust Concert in London auf und sang die Lieder Here Comes the Sun und While My Guitar Gently Weeps, die im August 1987 auf dem Album Recorded Highlights of the Prince’s Trust Concert veröffentlicht wurden. Ende des Jahres 1987 gelang Harrison ein Comeback, als Got My Mind Set on You in den USA Nummer 1 der Charts erreichte, es war der dritte Nummer-eins-Hit für George Harrison und bislang der letzte Nummer-eins-Hit eines Ex-Beatles. Auch das Album Cloud Nine, das im November 1987 erschien, erreichte hohe Verkaufszahlen. Produziert wurde es von Jeff Lynne, dessen musikalischer Einfluss deutlich zu erkennen ist. Auf der zweiten Singleauskopplung When We Was Fab spielte Harrison erneut auf die Beatles-Vergangenheit an. Im dazugehörigen Musikvideo trägt er seine alte Sgt.-Pepper’s-Uniform; begleitet wird er von Ringo Starr und einem Walross, einer Figur aus dem Beatles-Lied I Am the Walrus.
Im März 1988 nahm George Harrison mit seinem Sohn Dhani Harrison und Ravi Shankar das Lied Ride Rajbun auf, das im Oktober 1992 auf dem Kompilationsalbum The Bunbury Tails veröffentlicht wurde. Zwischen 1988 und 1990 war George Harrison Mitglied der Gruppe Traveling Wilburys, die zwei erfolgreiche Alben veröffentlichte: Traveling Wilburys Vol. 1 (Oktober 1988) und Traveling Wilburys Vol. 3 (Oktober 1990). Die anderen Bandmitglieder waren Bob Dylan, Jeff Lynne, Tom Petty und Roy Orbison, der am 6. Dezember 1988 verstarb und somit nicht am zweiten Album beteiligt war. George Harrison wirkte bei den anderen Mitgliedern der Traveling Wilburys auch als Gastmusiker bei deren Studioalben mit.
Harrisons zweite Best-of-Zusammenstellung Best of Dark Horse 1976–1989 (Oktober 1989) blieb jedoch wie seine neue Single Cheer Down, die ein Bestandteil des Soundtracks für Lethal Weapon II war, unbeachtet.
Offenbar wegen finanzieller Probleme stimmte George Harrison dem Vorschlag von Eric Clapton zu, eine Tournee durch Japan zu absolvieren. Die Tournee umfasste zwölf Konzerte in sieben Städten, zwischen dem 1. und dem 17. Dezember 1991, und war zugleich Harrisons zweite und letzte Solo-Tournee. Das entsprechende Album Live in Japan mit Eric Clapton (Juli 1992) wurde kein kommerzieller Erfolg.
Am 6. April 1992 absolvierte Harrison in der Royal Albert Hall in London seinen ersten und letzten Solo-Liveauftritt in Europa, bei einem Konzert zugunsten der Natural Law Party, einer kleinen politischen Partei in Großbritannien. Ringo Starr spielte bei den beiden letzten Liedern des Konzerts Schlagzeug. Im selben Jahr, am 16. Oktober 1992, hatte George Harrison seinen letzten Auftritt vor einem Konzertpublikum während der „Bob Dylan 30th Anniversary Celebration“ im Madison Square Garden in New York.

### Rückzug aus dem Musikgeschäft

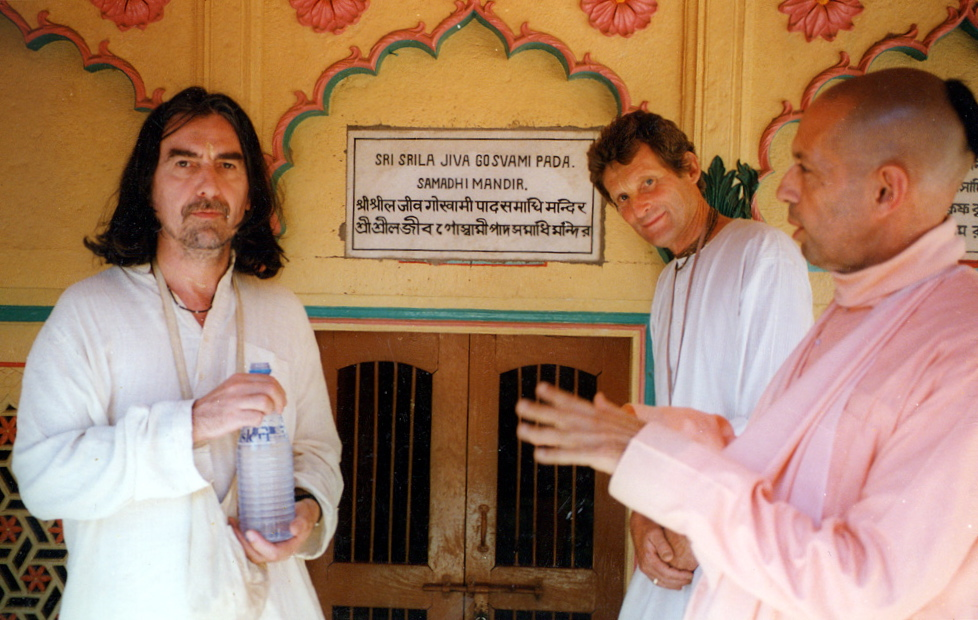
George Harrison, Shyamasundara Dasa und Mukunda Goswami in Vrindavan, 1996

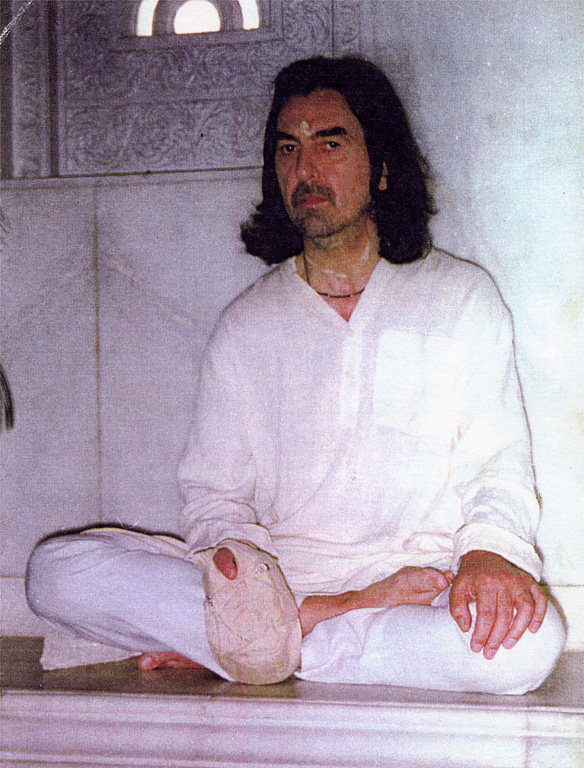
George Harrison, 1996

George Harrison beschränkte seine musikalischen Aktivitäten zwischen 1993 und 2001 auf Beiträge für andere Musiker. Er war lediglich an zwei musikalischen Projekten maßgeblich beteiligt, nämlich an der Produktion der Anthology-CDs der Beatles zwischen 1994 und 1995 und der Produktion im Jahr 1996 der CD Chants of India von Ravi Shankar, die er nicht nur produzierte, sondern auf der er auch mehrere Instrumente und Hintergrundgesang beisteuerte. George Harrison fügte im Dezember 1997 in seinem Studio F.P.S.H.O.T. das Gitarrenspiel zu den Liedern King of Broken Hearts und I’ll Be Fine Anywhere bei, die auf dem Ringo-Starr-Album Vertical Man veröffentlicht wurden.

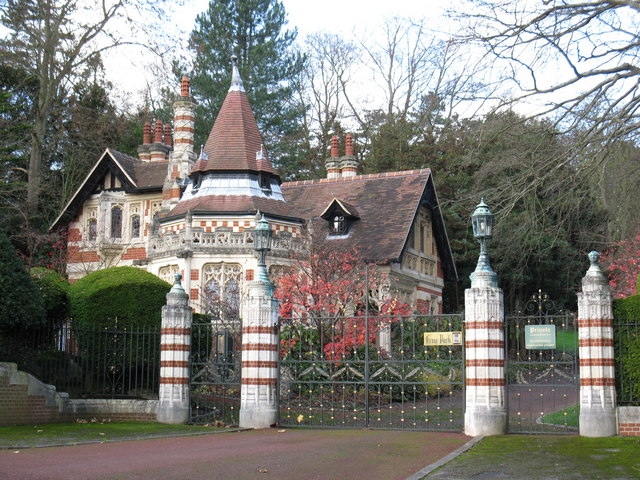
Einfahrt zum Anwesen Friar Park

Harrison verkaufte die Firma HandMade Films 1994 an die Paragon Entertainment Corporation. Im Januar 1995 verklagte er seinen Manager und Geschäftspartner Denis O’Brien auf Schadensersatz und gewann die Klage im Jahr 1996.
Am 30. Dezember 1999 wurde Harrison in Friar Park, seinem Herrenhaus in Henley-on-Thames, von einem geistig Verwirrten niedergestochen und erheblich verletzt. Das Einschreiten seiner Frau Olivia habe ihm das Leben gerettet; sie soll den Angreifer außer Gefecht gesetzt haben, indem sie mit einem Schürhaken auf ihn einschlug.
In den 1990er Jahren arbeitete George Harrison nur sporadisch an einem neuen Album. Sein letztes Lied Horse to the Water nahm er am 2. Oktober 2001 auf, der Titel wurde aber nicht Bestandteil seines Studioalbums, sondern erschien auf dem Album Jools Holland’s Big Band Rhythm & Blues.

### Tod
Bereits 1997 war bei dem starken Raucher Harrison Krebs diagnostiziert worden. Das letzte Treffen von George Harrison mit Paul McCartney und Ringo Starr fand am 12. November 2001 im University Hospital von Staten Island (New York) statt, wo Harrison behandelt wurde. Am 29. November 2001 starb er im Alter von 58 Jahren in Paul McCartneys neuem Anwesen in der Heather Road in Beverly Hills. Als Todesursache wurde Lungenkrebs angegeben, der durch Metastasen auch das Gehirn in Mitleidenschaft gezogen hatte.
Harrison wurde seinem Glauben entsprechend in einem Pappsarg liegend eingeäschert.
Am 29. November 2002 fand zu Harrisons Gedenken in der Londoner Royal Albert Hall das Concert for George statt, bei dem Freunde und musikalische Weggefährten auftraten. Zusammen mit seinem Sohn Dhani Harrison spielten bei diesem Konzert unter anderen Eric Clapton, Jeff Lynne, Gary Brooker, Billy Preston, Joe Brown, Albert Lee, Tom Petty, Anoushka Shankar sowie Paul McCartney und Ringo Starr. Außerdem gab es bei diesem Konzert einen Auftritt von Monty Python, an dem auch Tom Hanks beteiligt war.

## Postume Veröffentlichungen
Kurz nach George Harrisons Tod erschien im Januar 2002 My Sweet Lord ein weiteres Mal als Single. Sie erreichte erneut Platz 1 der Hitparade in Großbritannien. Im November 2002 erschien postum das letzte Studioalbum Brainwashed. Produziert und fertiggestellt wurde es von Jeff Lynne und Harrisons Sohn Dhani. Das darauf enthaltene Instrumentalstück Marwa Blues gewann 2004 einen Grammy.
Im März 2004 erschien die CD-Box The Dark Horse Years 1976–1992, sie umfasst alle sechs wiederveröffentlichten Alben im CD-Format von George Harrison, die auf seinem eigenen Label Dark Horse erschienen sind. Alle Alben wurden remastert und beinhalten Bonustitel und sind auch separat erhältlich.
Nach Angaben des US-Wirtschaftsmagazins Forbes betrugen die Einkünfte von Harrisons Erben aus Werbung, Lizenzen und Plattenverkäufen allein in der Zeit von Oktober 2006 bis Oktober 2007 insgesamt 15,4 Millionen Euro.

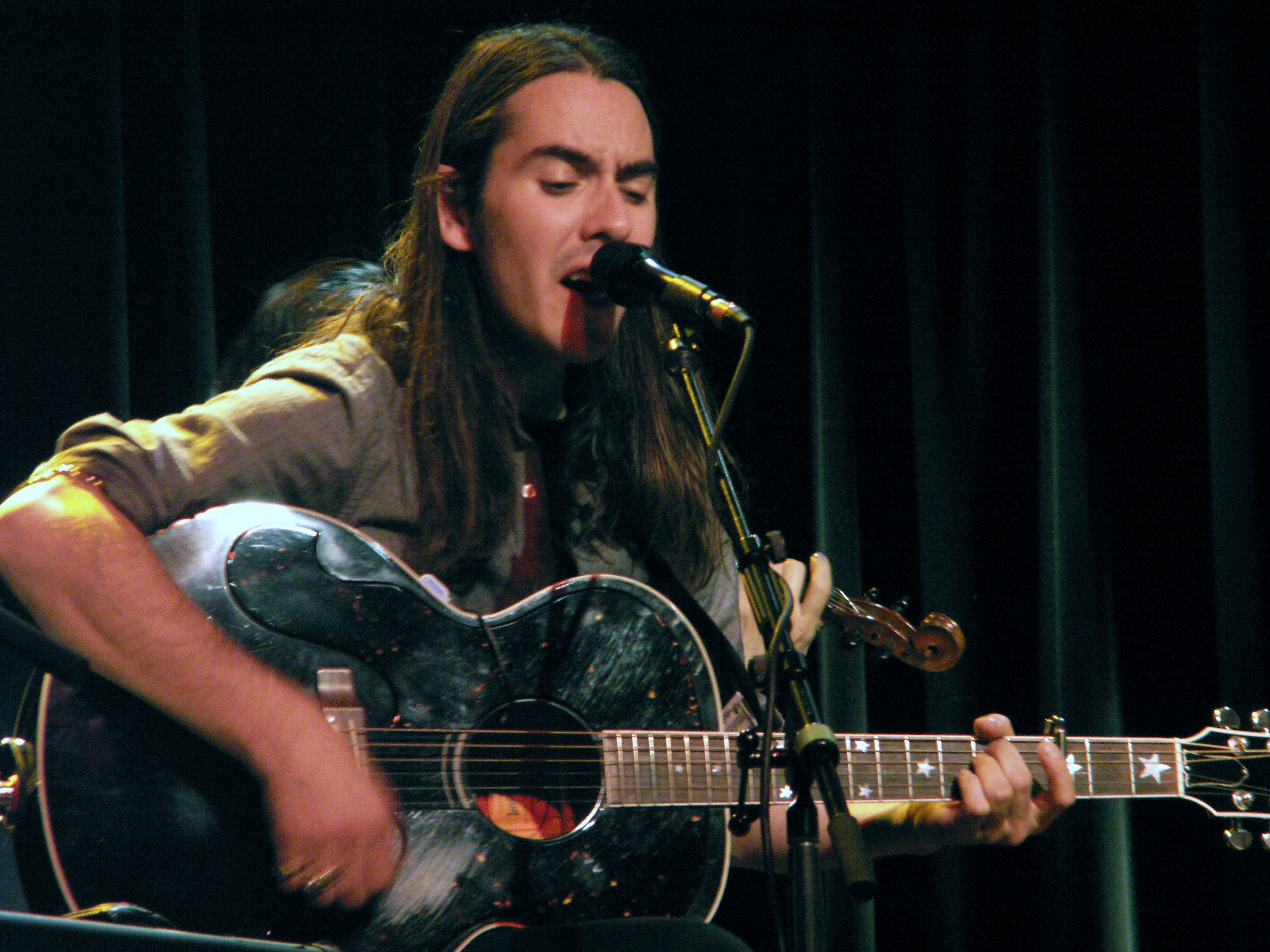
Dhani Harrison, 2010

Im Juni 2009 folgte das dritte Best-of-Album Let It Roll: Songs by George Harrison, im Gegensatz zu den ersten beiden Kompilationsalben umfasste Let It Roll: Songs by George Harrison die gesamte Solokarriere von George Harrison. Die Zusammenstellung der Lieder erfolgte von Olivia Harrison mit der Unterstützung von Freunden.
Im Oktober 2010 wurde die CD-Box Ravi Shankar – George Harrison Collaboration veröffentlicht, sie enthält neben einer Live-DVD die drei remasterten Ravi-Shankar-Alben Shankar Family & Friends (1974), Ravi Shankar’s Music Festival from India (1976) und Chants of India (1997) an denen George Harrison als Produzent und Musiker (Studioalben) beteiligt war. Produzentin der Box ist Olivia Harrison.
2011 erschien der Dokumentarfilm George Harrison: Living in the Material World des Regisseurs und Oscar-Preisträgers Martin Scorsese, in dem Harrison porträtiert wurde. Der Film wurde im Oktober 2011 erstmals im Fernsehen gezeigt und im Dezember auf DVD/Blu-ray veröffentlicht. Die CD George Harrison: Living in the Material World ist ein Bestandteil der Blu-ray/DVD-Deluxe-Edition des gleichnamigen Dokumentarfilms über George Harrison und ist identisch mit der im April 2012 veröffentlichten CD Early Takes: Volume 1, die bisher unveröffentlichte Lieder oder unveröffentlichte Versionen beinhaltet.
Im September 2014 erschien die zweite CD-Box The Apple Years 1968–75, diese umfasst alle sechs wiederveröffentlichten Studio-Alben im CD-Format von George Harrison, die auf dem Beatles-Label Apple Records erschienen sind. Alle Alben wurden remastert und beinhalten, außer bei dem Album Electronic Sound, Bonustitel und sind auch separat erhältlich. Dhani Harrison erwähnt in der Einleitung des Begleitbuchs, dass sein Vater im Jahr 2000 während der Remaster-Arbeiten am Album All Things Must Pass zu ihm sagte: “One day you’re gonna have to finish all this” (‚Eines Tages wirst du das alles fertigstellen müssen‘). Das sei laut seiner Aussage mit der Veröffentlichung der The Apple Years 1968–75-Box nun geschehen.
Im August 2021 erschien eine Wiederveröffentlichung des Albums All Things Must Pass, das umfangreiches Bonusmaterial enthält, erneut erreichte das Album die Top Ten der Charts in Deutschland, Großbritannien und den USA. Im Oktober 2024 folgte eine umfangreiche Wiederveröffentlichung des Albums Living in the Material World.
Im November 2023 erschien „der letzte Beatles-Song“ Now and Then, zu dem Harrison bereits 1995 Gitarrenparts und Hintergrundgesang beigesteuert hatte.

## Auszeichnungen und Ehrungen

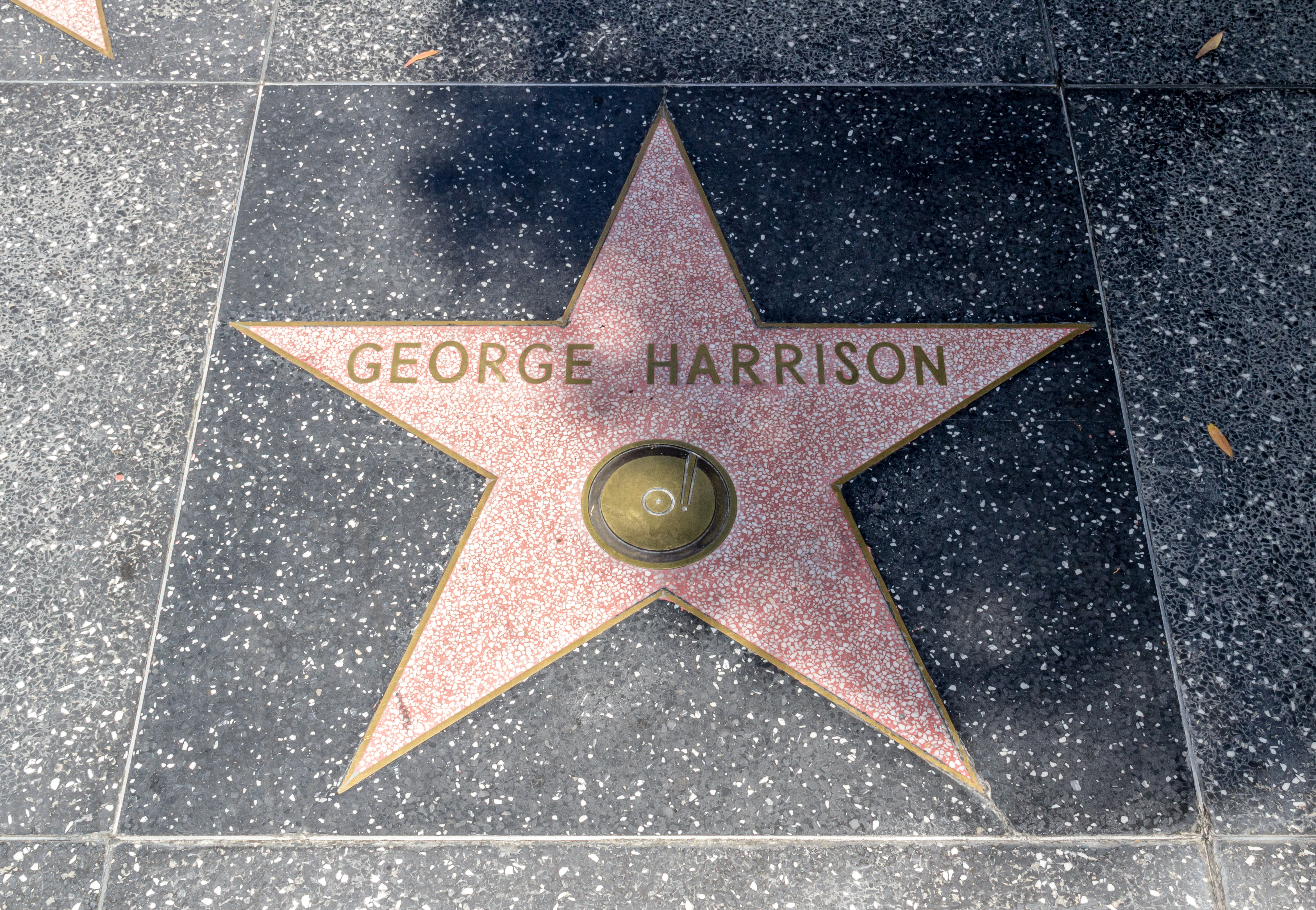
Stern für George Harrison auf dem Hollywood Walk of Fame

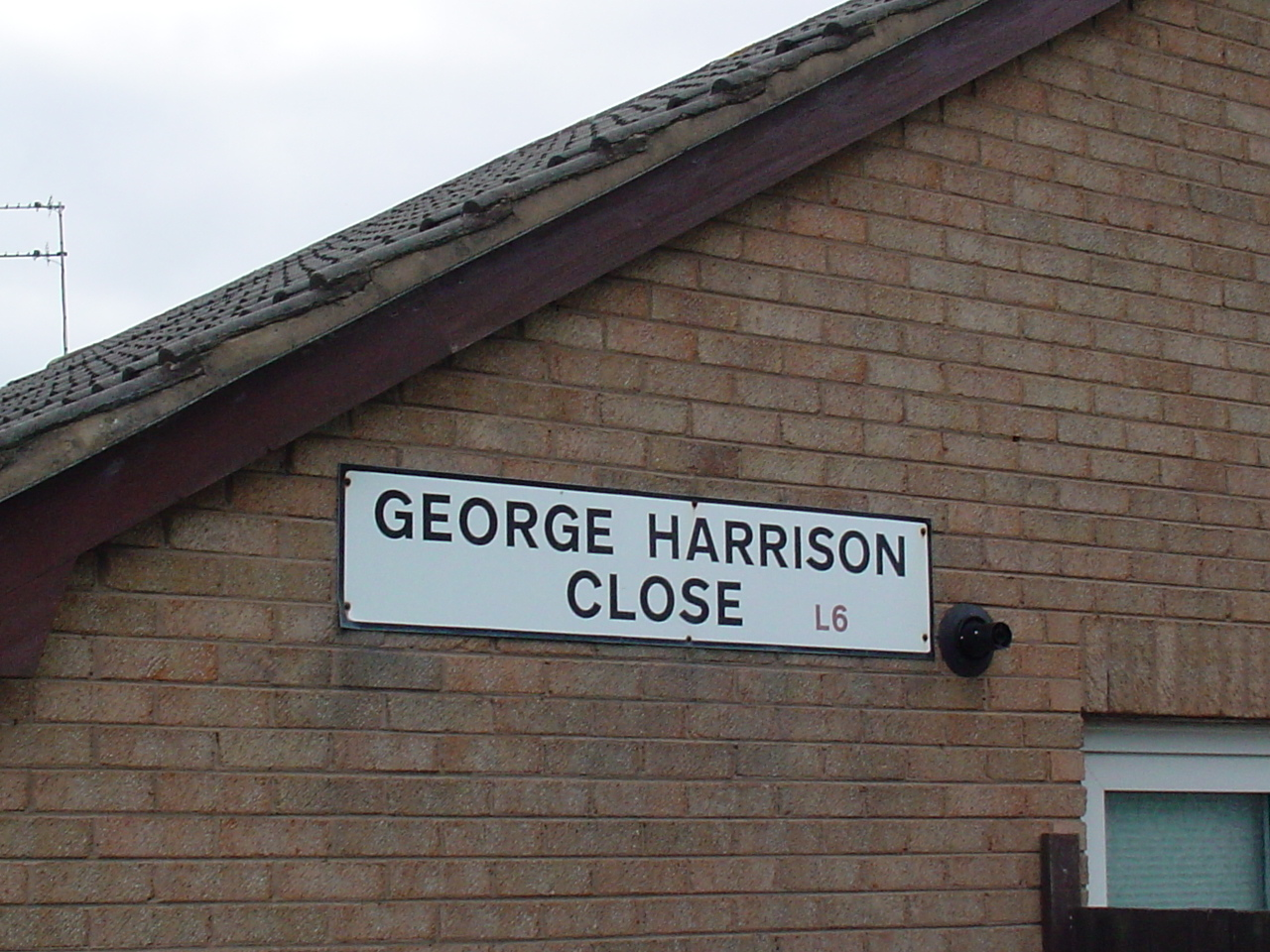
George Harrison Close, eine kleine Sackgasse in Liverpool

- Bei den Birthday Honours 1965 gemeinsam mit den anderen Mitgliedern der Beatles Verleihung des Ordens Member of the Order of the British Empire (MBE)[29]
- Im Jahr 1990 wurde der Asteroid (4149) Harrison nach ihm benannt.[30]
- Am 15. März 2004 wurde Harrison in die Rock and Roll Hall of Fame aufgenommen.
- Am 14. April 2009 wurde er postum auf dem Hollywood Walk of Fame mit einem Stern in der Kategorie Musik (bei 1750 Vine Street) geehrt. An der Zeremonie nahmen seine Witwe Olivia, sein Sohn Dhani und Paul McCartney teil.[31]
- Im baden-württembergischen Steinheim an der Murr wurde eine Straße nach George Harrison benannt.[32]
- Die Musikzeitschrift Rolling Stone listete Harrison auf Rang 11 der 100 größten Gitarristen sowie auf Rang 65 der 100 größten Songwriter aller Zeiten.[33][34]

## Diskografie
George Harrison hat im Laufe seiner musikalischen Karriere auf mindestens 130 offiziellen Alben als Musiker mitgewirkt, z. B. bei Bob Dylan, Don Nix, John Lennon, Mick Fleetwood, Jeff Lynne u. v. m.
Alben

| Jahr | Titel                             | Höchstplatzierung, Gesamtwochen, AuszeichnungChartplatzierungen (Jahr, Titel, Platzierungen, Wochen, Auszeichnungen, Anmerkungen) | Höchstplatzierung, Gesamtwochen, AuszeichnungChartplatzierungen (Jahr, Titel, Platzierungen, Wochen, Auszeichnungen, Anmerkungen) | Höchstplatzierung, Gesamtwochen, AuszeichnungChartplatzierungen (Jahr, Titel, Platzierungen, Wochen, Auszeichnungen, Anmerkungen) | Höchstplatzierung, Gesamtwochen, AuszeichnungChartplatzierungen (Jahr, Titel, Platzierungen, Wochen, Auszeichnungen, Anmerkungen) | Höchstplatzierung, Gesamtwochen, AuszeichnungChartplatzierungen (Jahr, Titel, Platzierungen, Wochen, Auszeichnungen, Anmerkungen) | Anmerkungen                             |
| Jahr | Titel                             | DE | AT | CH | UK | US | Anmerkungen                             |
| ---- | --------------------------------- | --- | --- | --- | --- | --- | --------------------------------------- |
| 1968 | Wonderwall Music                  | DE22 (1 Wo.)DE | — | — | — | US49 (16 Wo.)US | Erstveröffentlichung: 1. November 1968  |
| 1969 | Electronic Sound                  | DE— n.v.DE | — | — | — | US191 (2 Wo.)US | Erstveröffentlichung: 9. Mai 1969       |
| 1970 | All Things Must Pass              | DE2 a (12 Wo.)DE | AT4 (3 Wo.)AT | CH3 (3 Wo.)CH | UK1 Gold · (32 Wo.)UK | US1 ×7Siebenfachplatin · (41 Wo.)US                                                                                               | Erstveröffentlichung: 27. Oktober 1970  |
| 1973 | Living in the Material World      | DE12 b (4 Wo.)DE | AT18 (1 Wo.)AT | CH35 (1 Wo.)CH | UK2 (13 Wo.)UK | US1 Gold · (26 Wo.)US | Erstveröffentlichung: 22. Juni 1973     |
| 1974 | Dark Horse                        | DE45 (1 Wo.)DE | AT10 (4 Wo.)AT | — | UK— SilberUK | US4 Gold · (17 Wo.)US | Erstveröffentlichung: 20. Dezember 1974 |
| 1975 | Extra Texture (Read All About It) | — | — | — | UK16 (4 Wo.)UK | US8 Gold · (11 Wo.)US | Erstveröffentlichung: 3. Oktober 1975   |
| 1976 | Thirty Three & 1/3                | — | — | — | UK35 Silber · (4 Wo.)UK | US11 Gold · (21 Wo.)US | Erstveröffentlichung: 19. November 1976 |
| 1979 | George Harrison                   | — | — | — | UK39 (5 Wo.)UK | US14 Gold · (18 Wo.)US | Erstveröffentlichung: 23. Februar 1979  |
| 1981 | Somewhere in England              | DE36 (9 Wo.)DE | AT15 (4 Wo.)AT | — | UK13 (4 Wo.)UK | US11 (13 Wo.)US | Erstveröffentlichung: 5. Juni 1981      |
| 1982 | Gone Troppo                       | — | — | — | — | US108 (7 Wo.)US | Erstveröffentlichung: 5. November 1982  |
| 1987 | Cloud Nine                        | DE15 (22 Wo.)DE | AT26 (6 Wo.)AT | CH23 (7 Wo.)CH | UK10 Gold · (23 Wo.)UK | US8 Platin · (31 Wo.)US | Erstveröffentlichung: 2. November 1987  |
| 2002 | Brainwashed                       | DE17 (5 Wo.)DE | AT62 (1 Wo.)AT | CH58 (2 Wo.)CH | UK29 Gold · (9 Wo.)UK | US18 Gold · (9 Wo.)US | Erstveröffentlichung: 18. November 2002 |

grau schraffiert: keine Chartdaten aus diesem Jahr verfügbar

## Filmografie
- George Harrison – Living in the Material World. Dokumentation, 209 min, Regie: Martin Scorsese, erschienen im Dezember 2011[36]

## Bücher von George Harrison
- 1980: George Harrison: „I, Me, Mine“ (Genesis Publications), ISBN 0-7538-1734-9.
- 2000: The Beatles: „The Beatles Anthology“ ISBN 3-550-07132-9.

## Konzerte und Tourneen
| Name der Tournee/Konzert                           | Beginn           | Ende              | Anzahl der Konzerte |
| -------------------------------------------------- | ---------------- | ----------------- | ------------------- |
| Konzert für Bangladesch                            | 1. August 1971   | 1. August 1971    | 02                  |
| North American Tour                                | 2. November 1974 | 20. Dezember 1974 | 45                  |
| Japan Tour                                         | 1. Dezember 1991 | 17. Dezember 1991 | 12                  |
| Natural Law Party-Konzert in der Royal Albert Hall | 6. April 1992    | 6. April 1992     | 01                  |

Weitere Konzert-Auftritte:
- Am 5. und 6. Juni 1987 trat George Harrison in der Wembley Arena im Rahmen des Prince’s Trust Concert in London auf und sang die Lieder Here Comes the Sun und While My Guitar Gently Weeps.
- Am 16. Oktober 1992 hatte George Harrison seinen letzten Auftritt vor einem Konzertpublikum während der „Bob Dylan 30th Anniversary Celebration“ im Madison Square Garden in New York. George Harrison sang die Titel If Not for You, Absolutely Sweet Marie und teilweise My Back Pages.
- George Harrison trat als Gastmusiker bei Konzerten von Delaney & Bonnie and Friends, Eric Clapton, John Lennon, Deep Purple, Bob Dylan und Tom Petty, Gary Moore auf